# David Cushman
David Cushman (15 de novembro de 1939 — 14 de agosto de 2000) foi um químico estadunidense.
É conhecido pela invenção do captopril, o primeiro inibidor da enzima de conversão da angiotensina (anti-hipertensivo), usado no tratamento de doenças cardiovasculares. Com Miguel Ondetti recebeu em 1999 o "Prêmio Lasker-DeBakey de Pesquisa Clínicomédica".